# توني ألفارو
توني ألفارو (بالإسبانية: Tony Alfaro)‏ (15 يونيو 1993 بميتشواكان في المكسيك - ) هو لاعب كرة قدم مكسيكي في مركز الدفاع. لعب مع سياتل ساوندرز وتاكوما ديفنس وVentura County Fusion ‏.

## وصلات خارجية
- توني ألفارو على موقع الدوري الأمريكي (الإنجليزية)
- توني ألفارو على موقع قاعدة بيانات كرة القدم.إي يو (الإنجليزية)
- توني ألفارو على موقع Soccerway.com (الإنجليزية)
- توني ألفارو على موقع AS.com (الإسبانية)